# Третій складник
Третій інгредієнт (англ. The Third Ingredient) — це коротке оповідання О. Генрі, іронічне осмислення казки про «кашу з сокири» (західноєвропейський варіант — "Кам'яний суп").
Історія була вперше опублікована в 1908 р. у журналі "Everybody's" з ілюстраціями Фредеріка Дорра Стіла. Наступного року вона була включена в збірку О. Генрі «Вибране». 
Близький друг і біограф О. Генрі К. Альфонсо Сміт стверджував, що оповідання частково передавало особистий життєвий досвід письменника:
|  | ... якось, в один із перших місяців життя в Нью-Йорку, коли О. Генрі жив у дешевій кімнаті, він залишився без вечері. Голодний, він не міг завершити оповідання, над яким працював, та ходив від однієї кімнати до іншої. Запах їжі з сусіднього помешкання доводив до розпачу та майже викликав біль у шлунку, коли раптом двері відчинилися, і незнайома молода дівчина спитала: "Ти вечеряв? Я приготувала завелику порцію рагу з яловичини, тому заходь і допоможи мені її з'їсти" Вдячний, він радо повечеряв "рагу з яловичиною", яке насправді було з печінки, нирок та серця теляти. Дівчина працювала обробницею пір`я і під час вечері розповіла про свою роботу та показала йому свій інструмент— порожнистий ніж незвичайної форми. Через декілька днів він тихенько постукав у двері сусідки спитати чи не бажає вона повечеряти, але дізнався, що вона переїхала, не залишивши жодної адреси. |

О. Генрі відійшов від традиційної форми казок про «Кам'яний суп», які містили мотив омани головними героями скупих хазяїнів, натомість акцент зробив на співчутті. Можна стверджувати, що «Третій інгредієнт» О. Генрі  — це доброта ("серце" — як це дослівно змальовано в описанні Сміта).

## Стислий зміст
Головна героїня оповідання — Хетті Пепфер, бідна жінка, яка втратила роботу в універмазі через домагання з боку керівника, звільнена без вихідної допомоги. Маючи всього 15 центів, Хетті купує яловичину, щоб зробити рагу, але на інші інгредієнти в неї не вистачає грошей. Її сусідка — безробітна художниця Сесілія, яка намагалася покінчити життя самогубством, стрибнувши з порома. Вона саме намагається почистити останні дві картоплини під краном у загальному коридорі. Запропонувавши "поєднати запаси", Хетті готує рагу, нарікаючи на нестачу хоча б однієї цибулини, виходить із кімнати та зненацька зустрічає добре вдягненого молодого чоловіка, який тримає в руці цибулю.

## Переклади українською
Новела вийшла 2016 р. українською у виданні "Викуп за Вождя Червоношкірих та інші оповідання" (перекладач Віктор Лішнянський)

## Адаптації
- Довгометражний німий фільм, «Третій інгредієнт» (1917) сюжет якого було взято з короткої розповіді.
- Фільм було зроблено в кінетичному романі англійською та російською мовами.